# 北貢德爾地區
北貢德爾地區（Semien Gondar Zone）是埃塞俄比亞阿姆哈拉州的10個地區之一，以城市貢德爾命名，面積48,024.39平方公里，南面是塔納湖、西戈賈姆地區和本尚古勒-古馬茲州，西臨蘇丹，北面與提格里州接壤，東面是瓦格哈姆拉地區，東南面是南貢德爾地區。根據埃塞俄比亞中央統計局2005年的資料，北貢德爾人口約2,903,165，其中男性1,467,567人，女性1,435,598人，14.1%居民住在市區，人口密度為每平方公里60.23人。